# Neolithobius tyrannicus
Neolithobius tyrannicus är en mångfotingart som först beskrevs av Charles Harvey Bollman 1887.  Neolithobius tyrannicus ingår i släktet Neolithobius och familjen stenkrypare. Inga underarter finns listade i Catalogue of Life.